# Kanton Paray-le-Monial
Kanton Paray-le-Monial (francouzsky Canton de Paray-le-Monial) je francouzský kanton v departementu Saône-et-Loire v regionu Burgundsko. Tvoří ho 10 obcí.

## Obce kantonu
- Hautefond
- L'Hôpital-le-Mercier
- Nochize
- Paray-le-Monial
- Poisson
- Saint-Léger-lès-Paray
- Saint-Yan
- Versaugues
- Vitry-en-Charollais
- Volesvres